# Moutnice
Moutnice település Csehországban, a Brno-vidéki járásban. Moutnice Těšany, Žatčany, Měnín, Nesvačilka, Nikolčice és Šitbořice településekkel határos. Lakosainak száma 1168 fő (2024. január 1.).

## Népesség
A település lakosságának változását az alábbi diagram mutatja:
| Lakosok száma | 710  | 926  | 1060 | 1118 | 1130 | 1142 | 1170 | 1185 | 1104 | 1168 |
|               | 1869 | 1900 | 1921 | 1961 | 1980 | 2011 | 2016 | 2019 | 2021 | 2024 |